# Вожжа
Во́жжа — река в Московской области России, левый приток реки Якоти, впадающей в Дубну. Берёт начало в 5 км к востоку от города Дмитрова, впадает в реку Якоть у деревни Торговцево.
Длина была около 10 км, но после создания на Якоти пятикилометровго пруда, нижнее течение Вожжи стало узким длинным заливом пруда. Равнинного типа. Питание преимущественно снеговое. Вожжа замерзает в ноябре — начале декабря, вскрывается в конце марта — апреле.
В верховьях и в среднем течении река протекает через светлые берёзовые и смешанные леса в глубоких долинах с обрывистыми берегами.